# Țintești (gmina)
Țintești – gmina w Rumunii, w okręgu Buzău. Obejmuje miejscowości Țintești, Maxenu, Odaia Banului i Pogonele. W 2011 roku liczyła 4518 mieszkańców.